# Traspinedo
Traspinedo ist ein nordspanischer Ort und eine Gemeinde (municipio) mit 1.240 Einwohnern (Stand: 2024) in der Provinz Valladolid in der autonomen Region Kastilien-León.

## Geografie
Traspinedo liegt im Süden der Provinz Valladolid etwa 23 Kilometer ostsüdöstlich vom Stadtzentrum von Valladolid in einer Höhe von ca. 750 m. Der Duero begrenzt die Gemeinde im Norden.

## Bevölkerungsentwicklung
| 982 | 1455 | 929 | 804 | 785 | 836 | 1036 | 1149 |

## Sehenswürdigkeiten

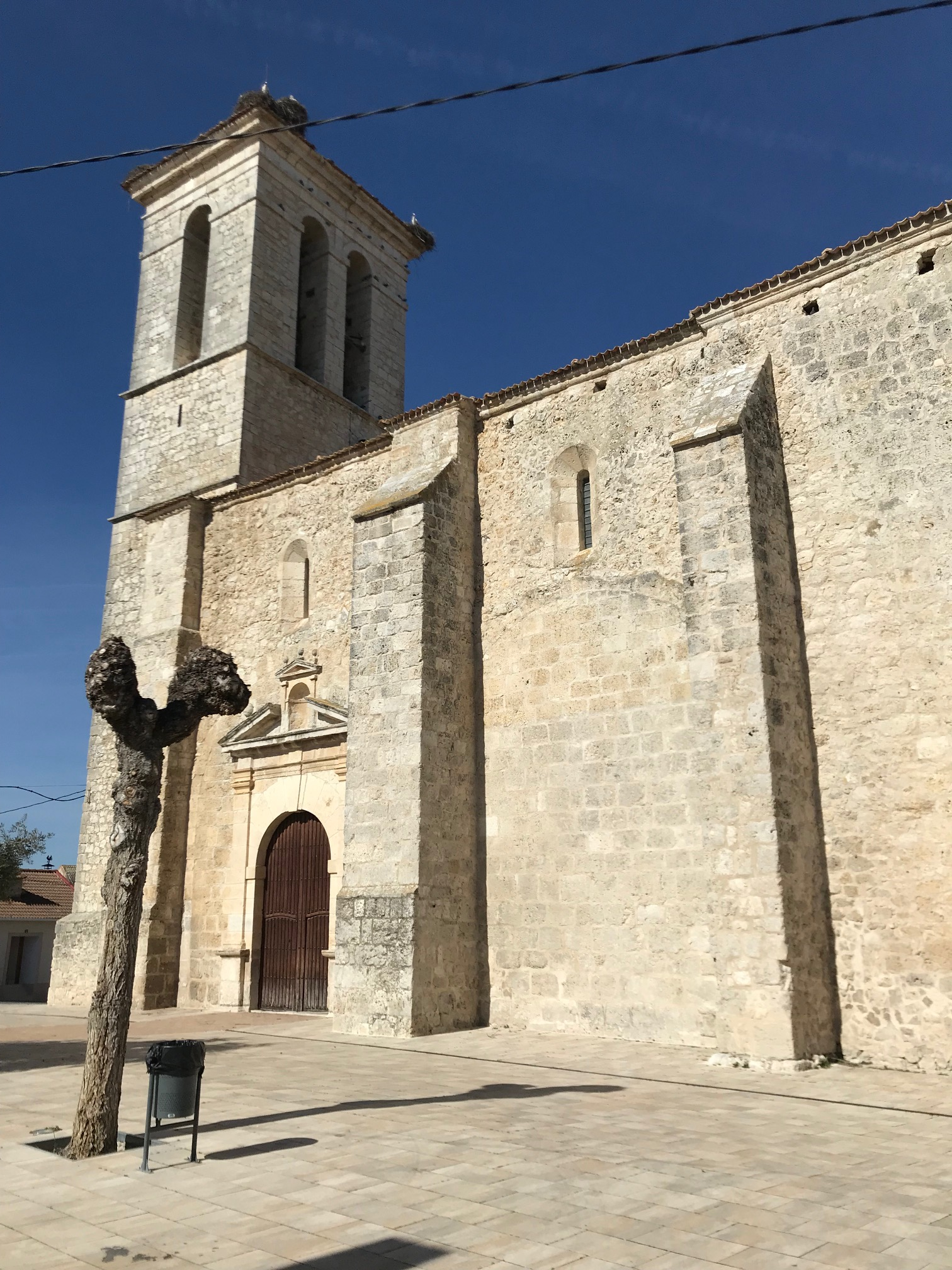
Martinskirche

- Martinskirche